# Cupey
Cupey est l’un des dix-huit quartiers (en espagnol : barrios) de San Juan, la capitale de Porto Rico. En 2020, il comptait 32 660 habitants.
On y trouve le sanctuaire Notre-Dame-Mère-de-la-Divine-Providence, une église de culte catholique de l’architecte portoricain Rodolfo Fernández-Ramírez que la Conférence épiscopale portoricaine reconnaît comme sanctuaire national.